# Acanthoneuropsis hendeli
Acanthoneuropsis hendeli är en tvåvingeart som beskrevs av Günther Enderlein 1922. Acanthoneuropsis hendeli ingår i släktet Acanthoneuropsis och familjen bredmunsflugor. Inga underarter finns listade i Catalogue of Life.